# Machos
Machos è una telenovela cilena trasmessa su Canal 13 dal 10 marzo al 27 ottobre 2003.